# José Alonso (athlétisme)
José Alonso Valero, né le 12 février 1957 à El Vendrell, province de Tarragone, est un athlète espagnol, spécialiste du 400 mètres haies.
Il remporte deux médailles lors des Championnats d'Europe en salle et deux médailles d'or lors des Jeux méditerranéens de 1983 et lors des ceux de 1987. Il détient le record national en 49 s 00 obtenu à Rome en 1987.